# Eastside Romp
Eastside Romp ist ein Jazzalbum von Jeff Parker, Eric Revis und Nasheet Waits. Die am 31. Mai 2016 im Tonstudio von Nolan Shaheed in Pasadena, Kalifornien, entstandenen Aufnahmen erschienen am 5. September 2022 auf RogueArt.

## Hintergrund
Im Mai 2016 verbrachten der Gitarrist Jeff Parker, der Kontrabassist Eric Revis und der Schlagzeuger Nasheet Waits einen einzigen Tag mit Aufnahmen in einem Studio in Pasadena. Alle Mitglieder des Trios trugen Kompositionen bei; das Album enthält jeweils zwei Stücke von Parker und Waits, eins von Eric Revis und eine Gruppenimprovisation. Das Eröffnungsstück „Similar Limits“ wurde von dem 2010 verstorbenen Altsaxophonisten Marion Brown komponiert und erschien ursprünglich 1967 auf dessen LP Porto Novo.
„In dieser Musik geht es um ein wunderbares Verständnis des Lebens, das uns dazu zwingt, jedes einzelne Ding ständig zu überdenken, neu zu erleben – keine Angst zu haben, unsere eigenen Grenzen aufzusuchen, wie Marion Brown so subtil sagen würde, und sie zu erforschen. Klänge und Bedeutungen zu heben und wegzuzaubern“, schrieb der französische Lyriker und Jazzautor Alexandre Pierrepont in den Liner Notes des Albums.

## Titelliste

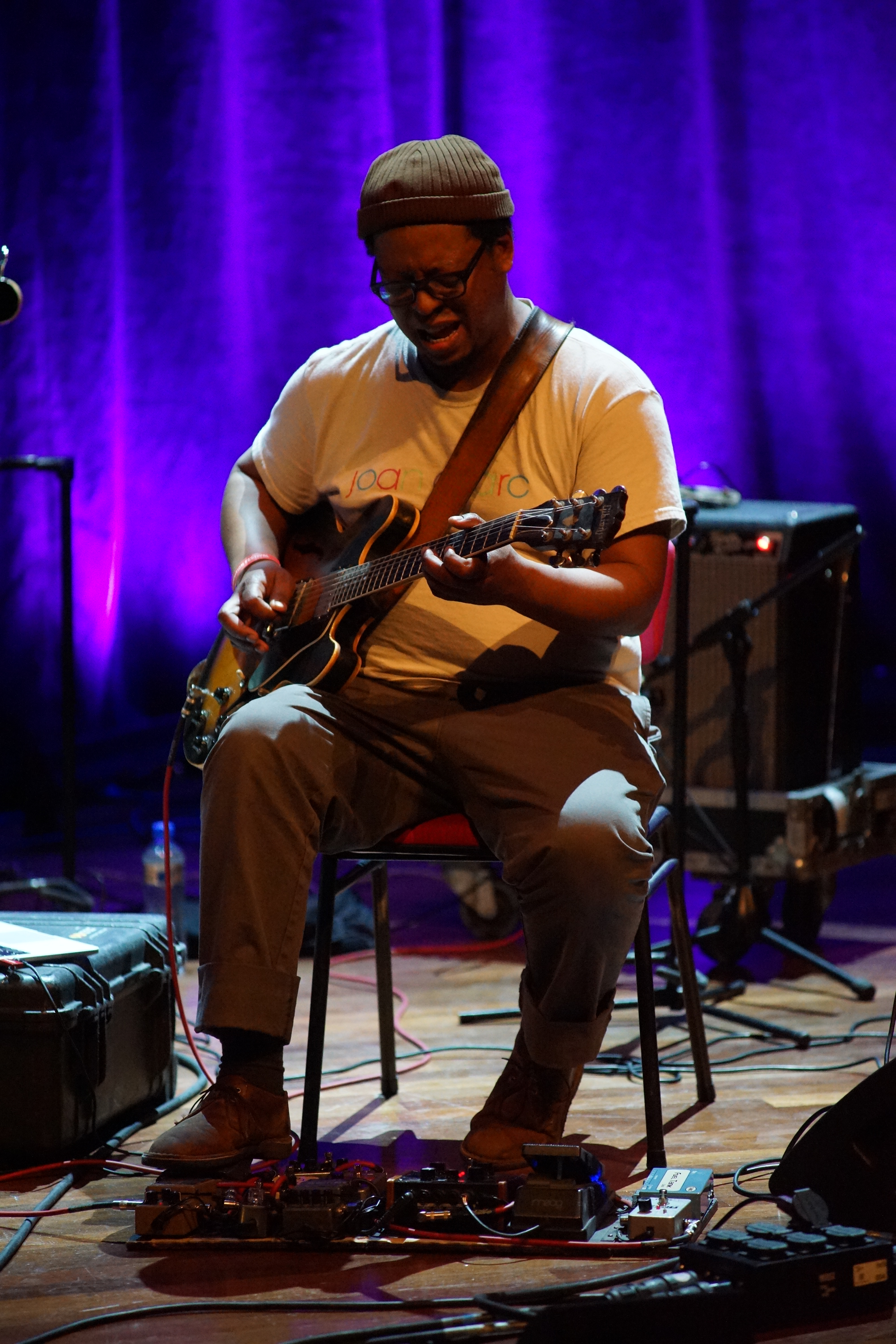
Jeff Parker beim Transition Festival Utrecht, 2017

- Jeff Parker, Eric Revis, Nasheet Waits: Eastside Romp (ROG-0113)[1]

1. Similar Limits (Marion Brown) 4:10
2. Wait (Jeff Parker) 8:08
3. Between Nothingness and Infinity (Nasheet Waits) 7:00
4. Drunkard’s Lullaby (Parker, Revis, Waits) 5:40
5. That Eastside Romp (Eric Revis) 3:36
6. A Room for VG (Nasheet Waits) 4:51
7. Watusi (Jeff Parker) 4:35

## Rezeption
Thom Jurek verlieh dem Album in Allmusic vier Sterne und schrieb, dieses Trio würde Jeff Parker, einen anpassungsfähigen und temperamentvollen Spieler, der aufrührerischen, unbändig einfallsreichen Rhythmusgruppe des sich ständig weiterentwickelnden Tarbaby [das 2006 von Eric Revis und Nasheet Waits mit dem Pianisten Orrin Evans gegründet wurde] gegenüberstellen. Niemand außer den Machern [dieses Albums] könne es nachvollziehen, warum es sechs lange Jahre gedauert habe, bis dieses entspannte, aber intelligente Album auf den Markt kam, aber sein Erscheinen würde unermesslich zur Faszination und erfinderischen Kreativität dieser drei Musiker beitragen.
Vielleicht werden wir eines Tages herausfinden, warum diese Musik so lange unter Verschluss gehalten wurde, aber auch ohne diese Antwort zu erhalten sei es zutiefst befriedigend zu hören, wie Parker, Revis und Waits Zugänglichkeit und Abstraktion in Einklang bringen, schrieb Bill Meyer (Chicago Reader).
Alle Bandkollegen von Parker sind selbst Bandleader und hätten ähnlich imposante Lebensläufe vorzuweisen, was ihren etwas introspektiven Gruppenfokus hier zu einer Überraschung mache, meinte John Sharpe (All About Jazz). Im Gegensatz zu einem Power-Trio würden sie stattdessen ruhiges Selbstbewusstsein, durchdachte Entwicklung und fesselndes Zusammenspiel bevorzugen. Parker mische sauber ausgewählte Linien in einem Ton, auf den Jim Hall stolz gewesen wäre, mit eigenwilligeren Texturen, die an seine kantigeren Aufenthalte erinnern. Tatsächlich stellt er beide Modi im Opener, Marion Browns „Similar Limits“, gegenüber, wo sich seine Verzerrungen wie ein von Sun Ra gespielter Synthesizer verdrehen und niederschlagen.